# Selby
Selby é uma cidade do distrito de Selby, no Condado de Northamptonshire, na Inglaterra. Sua população é de 18.503 habitantes (2015) (86.667, distrito).